# Subaru Forester
De Subaru Forester is een sports utility vehicle (SUV) van het Japanse automerk Subaru. 
De naam Forester betekent in het Nederlands zoiets als boswachter of bosbouwer. Met een bodemvrijheid van minimaal 19 cm en permanente vierwielaandrijving zijn alle generaties van de Forester geschikt voor licht terrein. Bovendien hebben de versies met handgeschakelde versnellingsbak, afhankelijk van de uitrusting, een met lage gearing voor offroadgebruik. Dit in combinatie met het hoge trekgewicht maakt van de Forester een zeer geschikte caravantrekker.
Zoals gebruikelijk bij Subaru wordt ook de Forester aangedreven door een boxermotor. 

## Type SF (1997–2002)

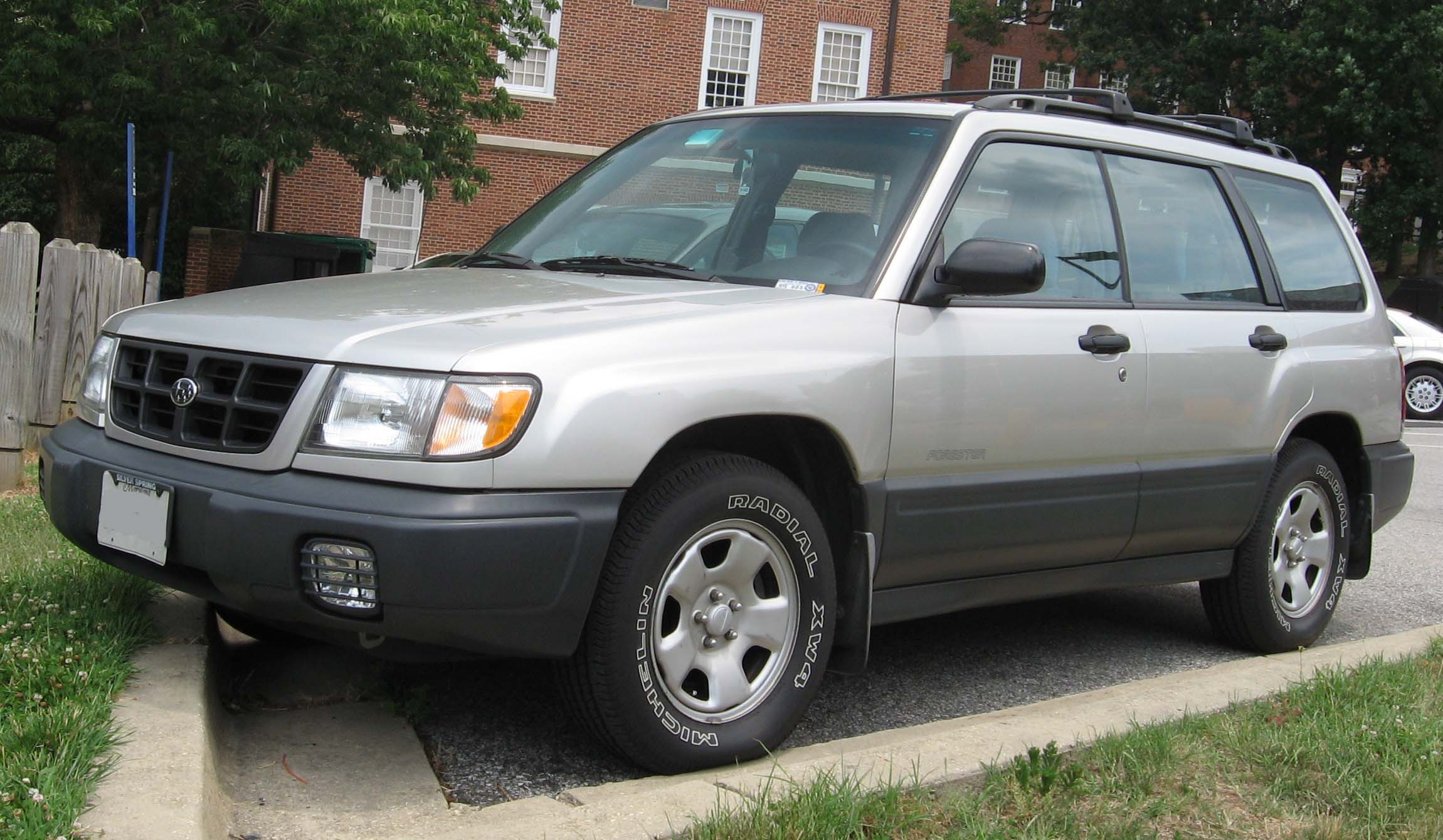
Subaru Forester (1997-2001)
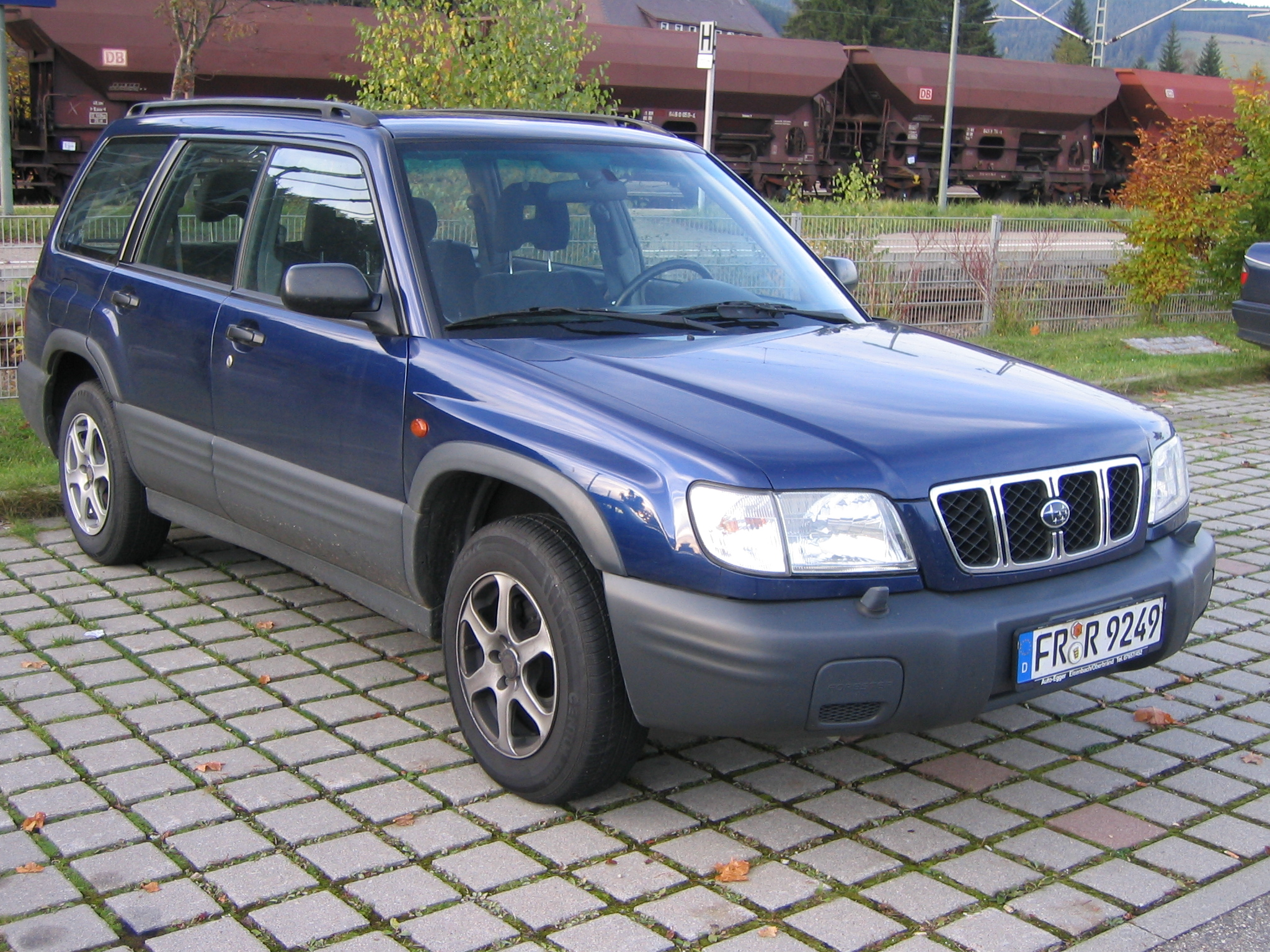
Subaru Forester (2001-2002)

Subaru noemde de Forester haar eerste SUV maar eigenlijk was de Outback dat ook al. De Outback was gebaseerd op de Legacy Touring, terwijl de Forester een geheel nieuw ontwerp was. De Forester was iets korter dan de Outback, maar wel een stukje breder en hoger en heeft meer bodemvrijheid.
De eerste generatie werd geleverd met een 4 cilinder benzinemotor, naar keuze 2 of 2,5 liter cilinderinhoud. De 2.0-motor debuteerde onder de naam 2.0, na de grote facelift werd dit 2.0 X. Naast de reguliere 2.0-motor bestond een turbovariant, gebaseerd op de motor van de Impreza 2.0 Turbo. Deze variant debuteerde in 1998 onder de naam S-turbo.
In 2001 vond een uitgebreide facelift plaats met wijzigingen aan de koplampen, de grille, de achterklep en de achterlichten. Daarnaast werd de spoorbreedte op de achteras met 15 mm vergroot.

## Type SG (2002–2008)

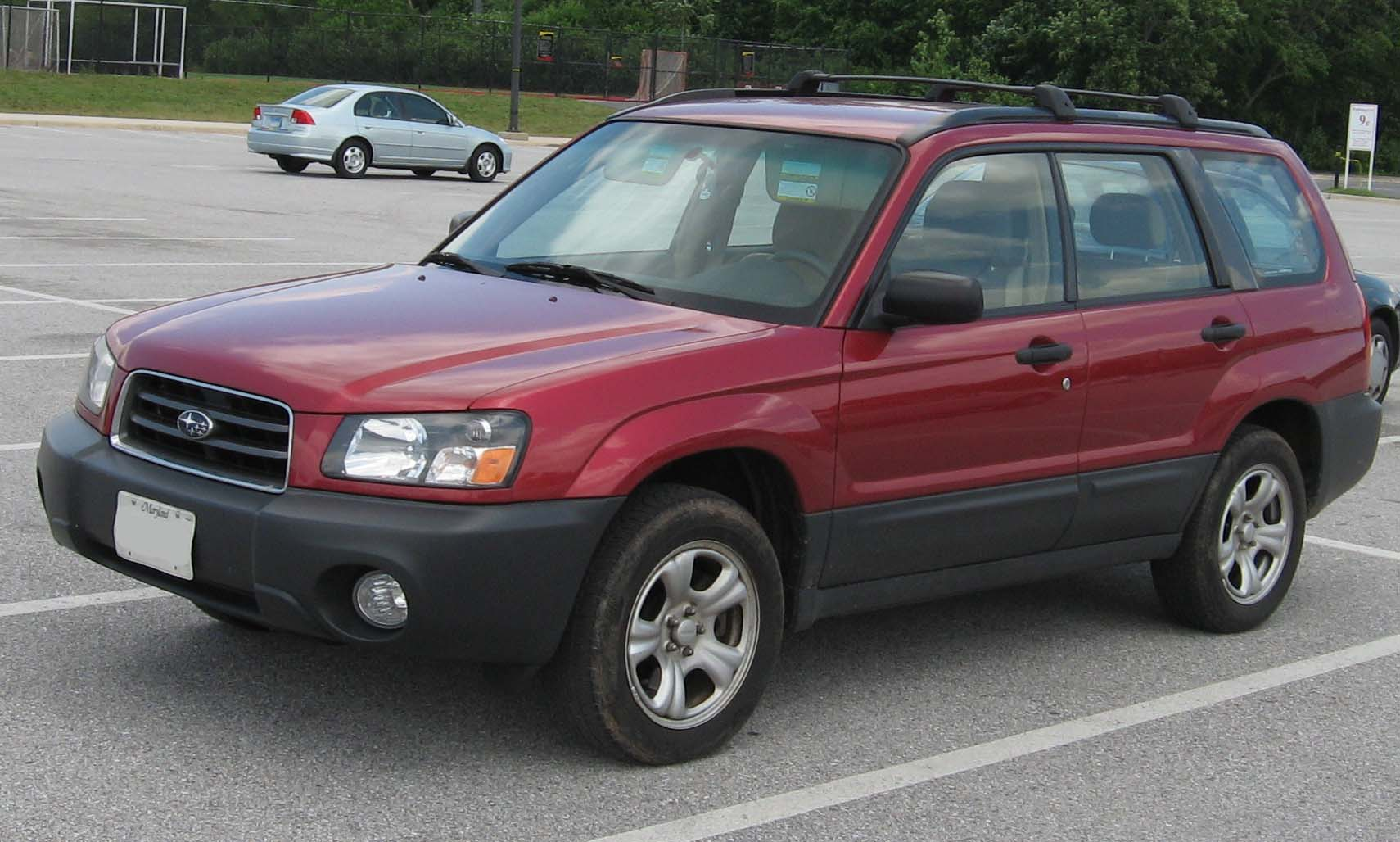
Subaru Forester (2002-2005)
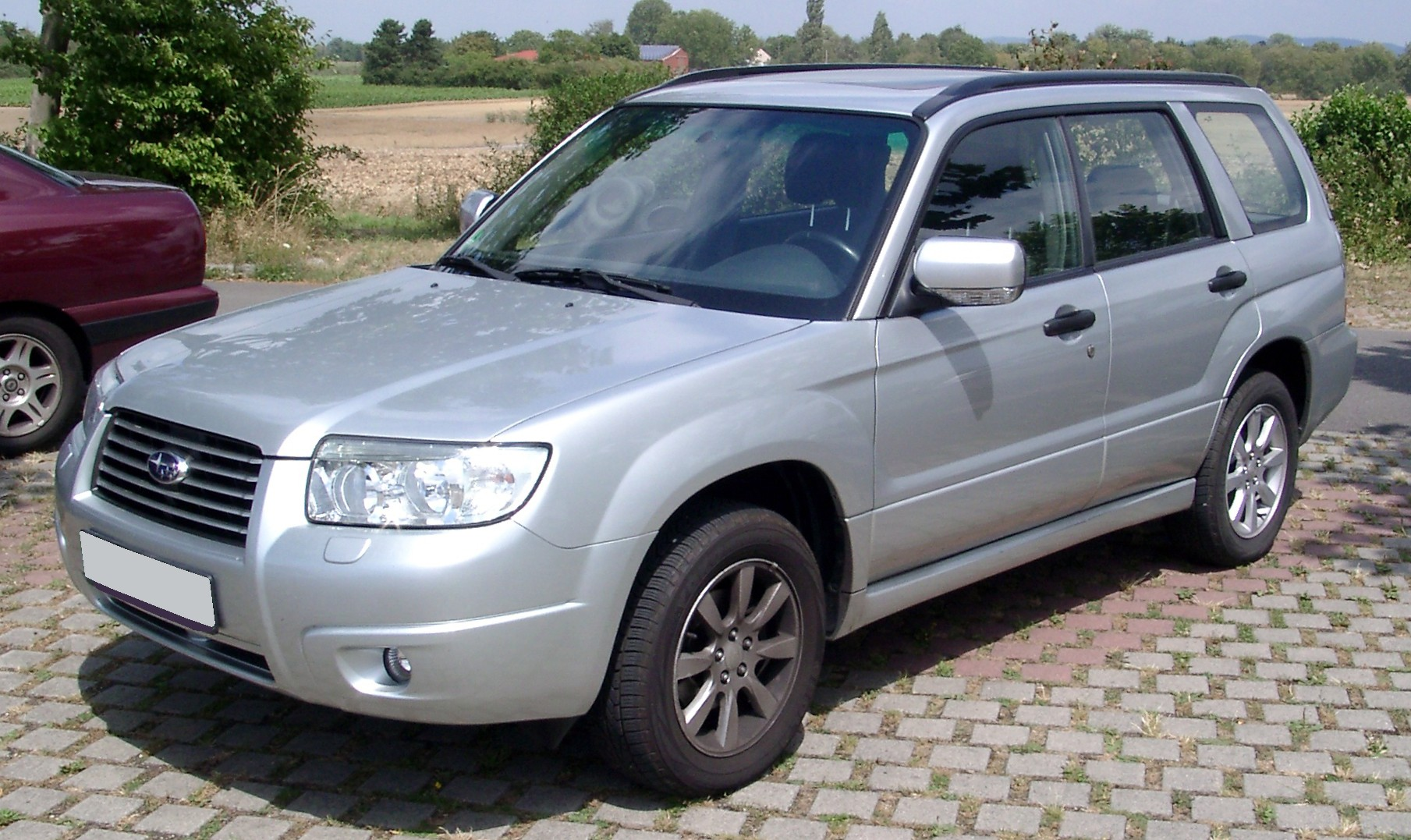
Subaru Forester (2005-2008)

In juli 2002 verscheen de tweede generatie van de Forester met een uiterlijk sterk heziene carrosserie, een aangepast interieur en een nieuw dashboard. De afmetingen van de carrosserie bleven vrijwel ongewijzigd. De S-turbo ging na de grote facelift verder onder de (vrij anonieme) naam 2.0 XT.
De 2.5 liter, aangeduid als 2.5 XT is per definitie een geblazen versie. Met een 0–100 km/h tijd van 6,3 s is de 2.5 XT met recht een wolf in schaapskleren. Er zijn ook STI-versies uitgebracht. Deze versies zijn de snelle versies van de standaard Forester en zijn alleen geleverd in Japan. De STI's (Subaru Tecnica International) zijn te herkennen aan de roze STI-logo's. In september 2005 vond er een uitgebreidere facelift plaats met een nieuw ontworpen front.
In 2008 kostte de Forester in België ca. 25.990 tot 34.490 euro, in Nederland varieerde de aankoopprijs van ca. 32.495 tot 37.995 euro. De Forester viel regelmatig in de prijzen, zo werd de auto op 7 oktober 2004 (opnieuw) nummer 1 bij de SUV's in de jaarlijkse AutoWeek Tevredenheids Trofee. De Forester liet daarmee de Toyota RAV4 en de Kia Sorento achter zich.

### Motoren
| Motor                            | Vermogen        | Max. koppel | 0–100 km/h | Topsnelheid | Aanhanger geremd | Nieuwprijs |
| -------------------------------- | --------------- | ----------- | ---------- | ----------- | ---------------- | ---------- |
| 2,0 benzine (model '97)          | 92 kW (125 pk)  | 184 Nm      | 11,4 s     | 179 km/h    | 1500 kg          | 23.821 €   |
| 2,0 automaat (model '97)         | 92 kW (125 pk)  | 184 Nm      | 12,4 s     | 167 km/h    | 1500 kg          | 25.409 €   |
| 2,0 turbo (model ' 98)           | 125 kW (170 pk) | 240 Nm      | 8,4 s      | 198 km/h    | 1800 kg          | 27.225 €   |
| 2,0 turbo automaat (model '98)   | 125 kW (170 pk) | 240 Nm      | 9,3 s      | 189 km/h    | 1800 kg          | 33.124 €   |
| 2,0 benzine (model '00)          | 92 kW (125 pk)  | 184 Nm      | 10,7 s     | 179 km/h    | 1500 kg          | 26.245 €   |
| 2,0 benzine automaat (model '00) | 92 kW (125 pk)  | 184 Nm      | 12 s       | 167 km/h    | 1500 kg          | 28,245 €   |
| 2,0 turbo (model '00)            | 125 kW (170 pk) | 240 Nm      | 8,4 s      | 198 km/h    | 1800 kg          | 32.495 €   |
| 2,0 turbo automaat (model '00)   | 125 kW (170 pk) | 240 Nm      | 9,3 s      | 189 km/h    | 1800 kg          | 34.995 €   |
| 2,0 benzine (model '02)          | 92 kW (125 pk)  | 184 Nm      | 11,4 s     | 180 km/h    | 1500 kg          | 26.495 €   |
| 2,0 benzine automaat (model '02) | 92 kW (125 pk)  | 184 Nm      | 13,4 s     | 168 km/h    | 1500 kg          | 28.495 €   |
| 2,0 turbo (model '02)            | 130 kW (177pk)  | 245 Nm      | 8,3 s      | 202 km/h    | 1800 kg          | 35.745 €   |
| 2,0 turbo automaat (model '02)   | 130 kW (177 pk) | 245 Nm      | 8,7 s      | 195 km/h    | 1800 kg          | 38.245 €   |
| 2,5 turbo benzine (model '04)    | 155 kW (210 pk) | 320 Nm      | 6,3 s      | 226 km/h    | 2000 kg          | 38.495 €   |
| 2,0 benzine (model '05)          | 116 kW (158 pk) | 186 Nm      | 9,7 s      | 197 km/h    | 1500 kg          | 28.100 €   |
| 2,0 benzine automaat(model '05)  | 116 kW (158 pk) | 186 Nm      | 11,9 s     | 190 km/h    | 1500 kg          | 31.495 €   |
| 2,5 turbo benzine (model '05)    | 169 kW (230 pk) | 320 Nm      | 6 s        | 216 km/h    | 2000 kg          | 39.735 €   |
| 2,5 turbo automaat (model '05)   | 169 kW (230 pk) | 320 Nm      | 7,6 s      | 214 km/h    | 2000 kg          | 42.735 €   |
| 2,0 benzine (model '08)          | 110 kW (150 pk) | 196 Nm      | 11 s       | 184 km/h    | 2000 kg          | 25.990 €   |
| 2,0 automaat (model '08)         | 110 kW (150 pk) | 196 Nm      | 12,7 s     | 185 km/h    | 1500 kg          | 27.490 €   |
| 2,0 diesel (model '08)           | 108 kW (147 pk) | 350 Nm      | 10,4 s     | 186 km/h    | 2000 kg          | 28.290 €   |

## Type SH (2008–2013)

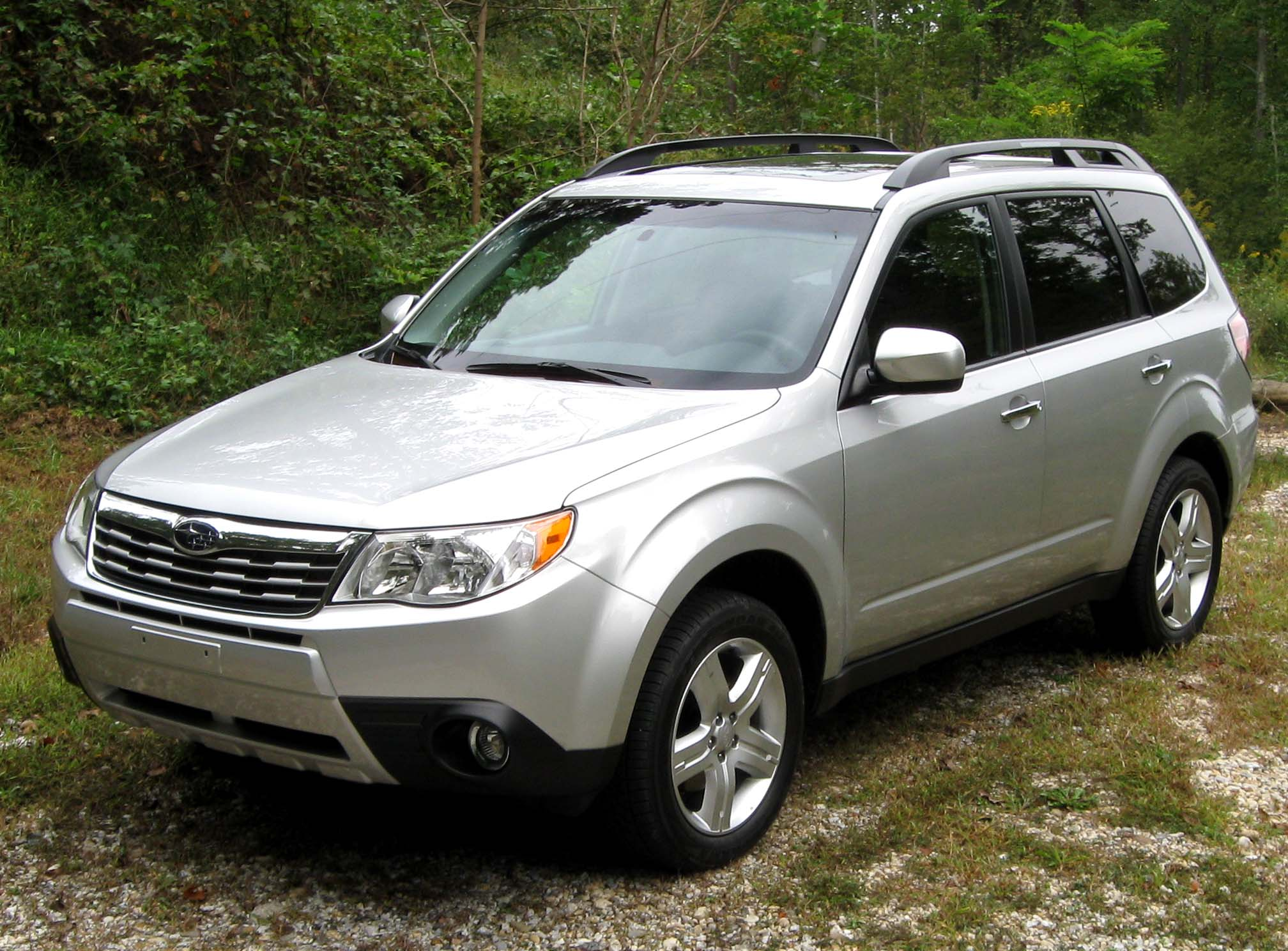
Subaru Forester (2008-2010)
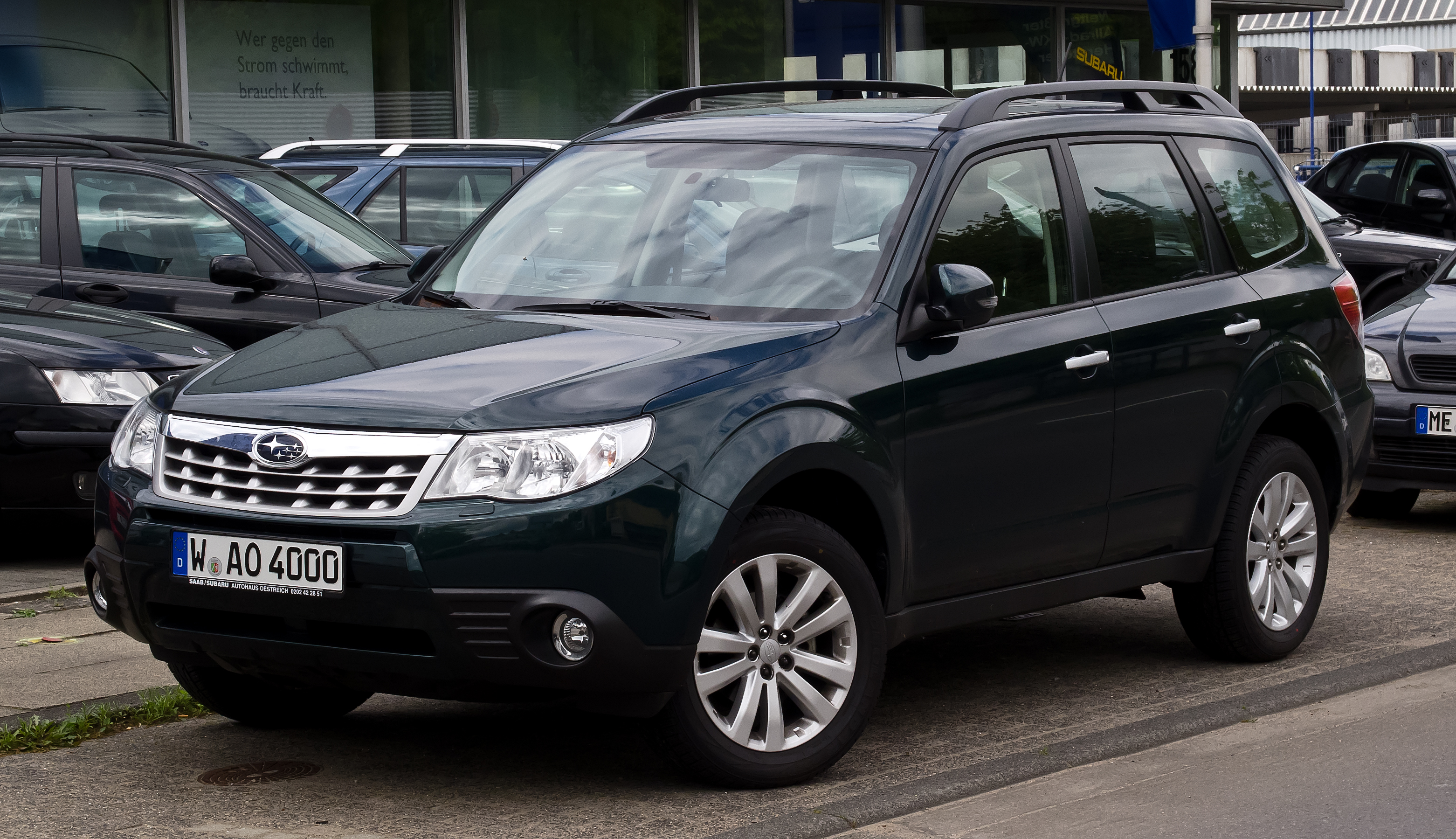
Subaru Forester (2010-2013)
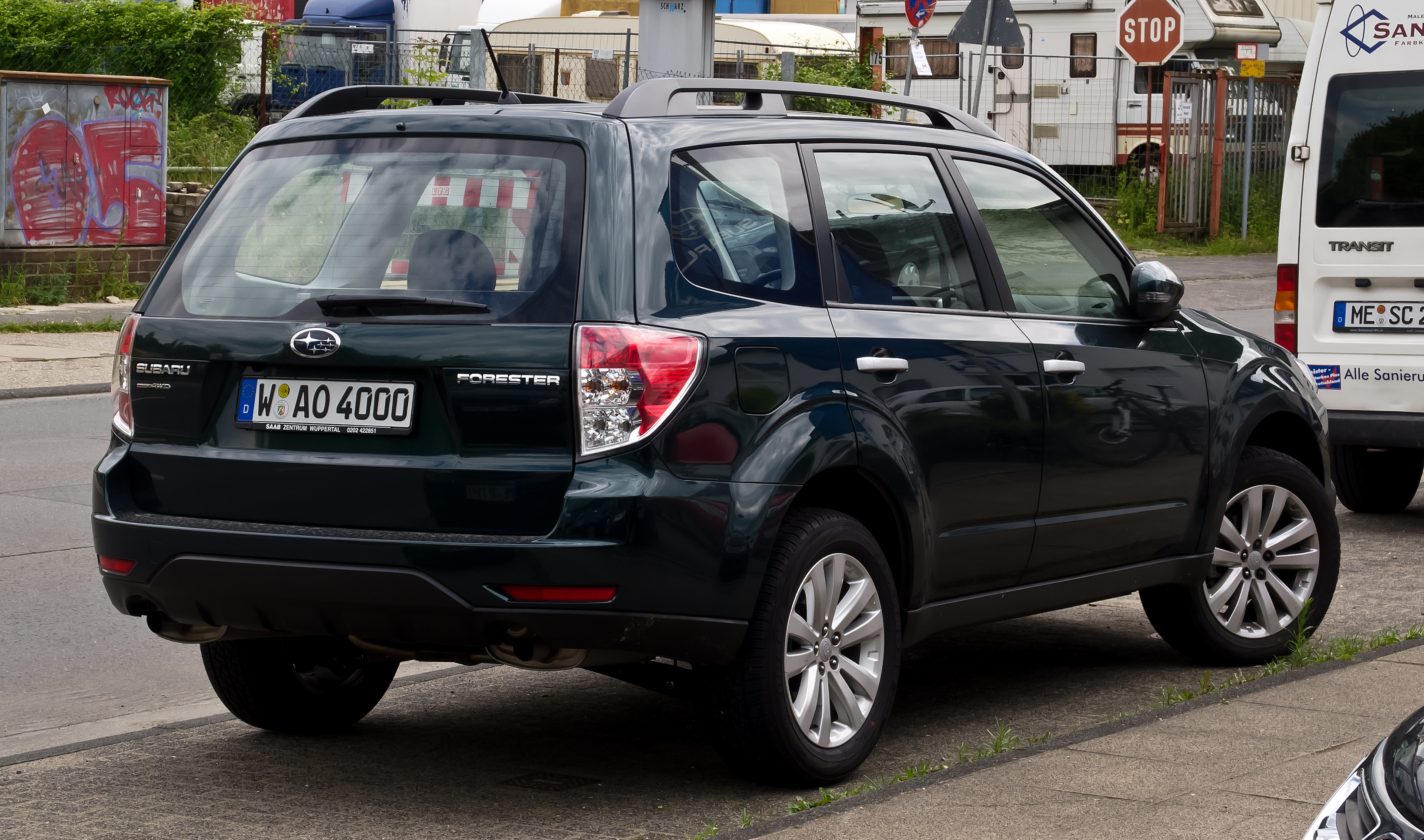
Subaru Forester (2010-2013), achteraanzicht

De derde generatie van de Forester werd in 2008 gepresenteerd. De carrosserielengte en -hoogte waren aanzienlijk toegenomen en, in tegenstelling tot zijn voorgangers die meer deden denken aan offroad-stationwagens, werd de Forester voortaan duidelijker gepositioneerd in de SUV-klasse en concurreerde meer met gevestigde SUV-modellen van andere autofabrikanten.
De vier leverbare uitrustingsvarianten waren Trend, Active, Comfort en Exclusive. Dit model was alleen nog met een 2,0 liter benzinemotor zonder turbo leverbaar, de 2,5 liter turbomotor met 169 kW (230 pk) was (in Europa) alleen in Zwitserland verkrijgbaar. Wel werd het najaar van 2008 als nieuwe motorvariant een boxerdieselmotor (2.0D) met 108 kW (147 pk) leverbaar.
In het najaar van 2010 werd de Forester licht herzien. Nieuwe carrosseriekleuren, gewijzigde velgen, zijknipperlichten in de buitenspiegels vanaf het Comfort-uitrustingsniveau en een licht bijgewerkte grille zijn de uiterlijke kenmerken.

## Type SJ (2012–2019)

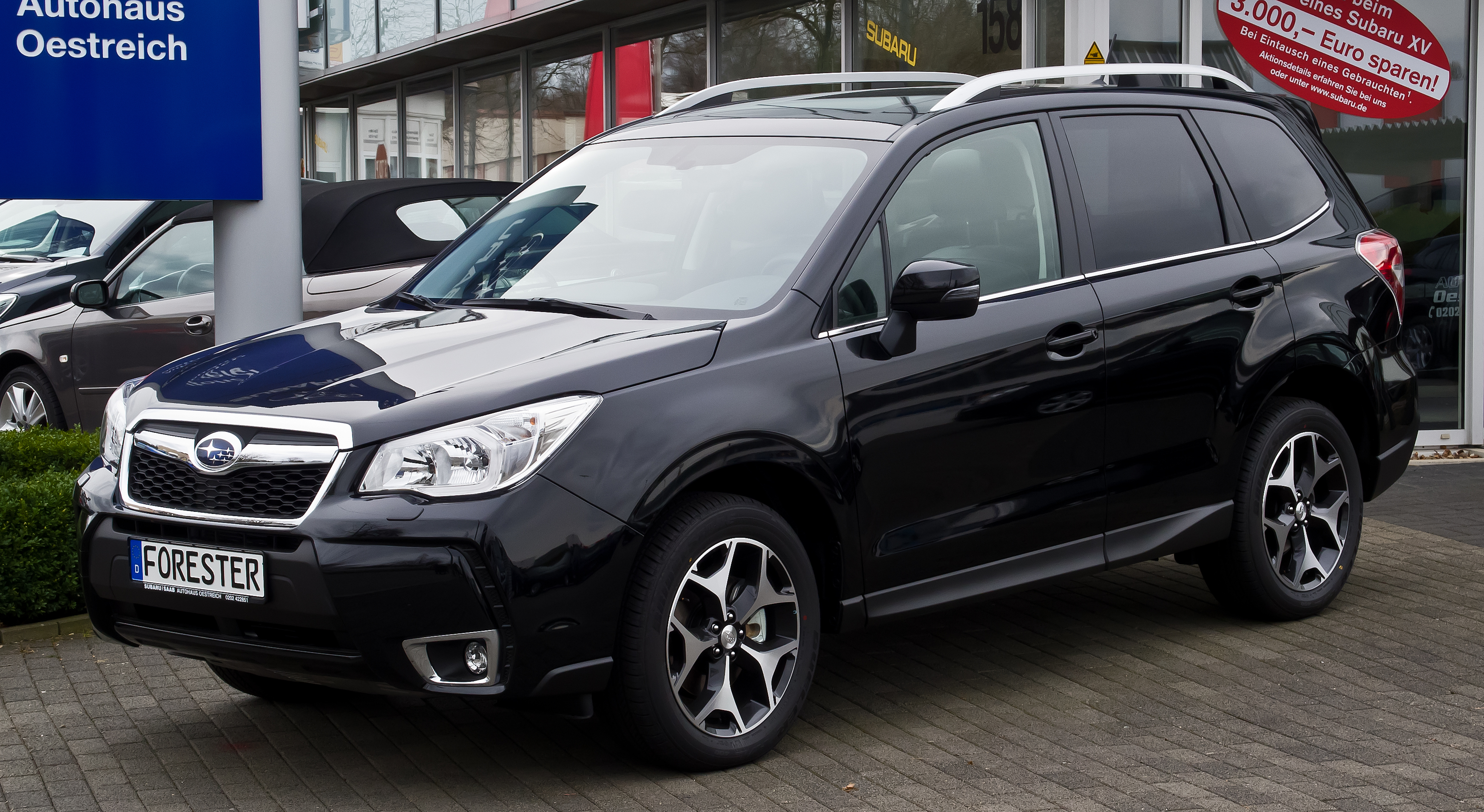
Subaru Forester (2012-2016)
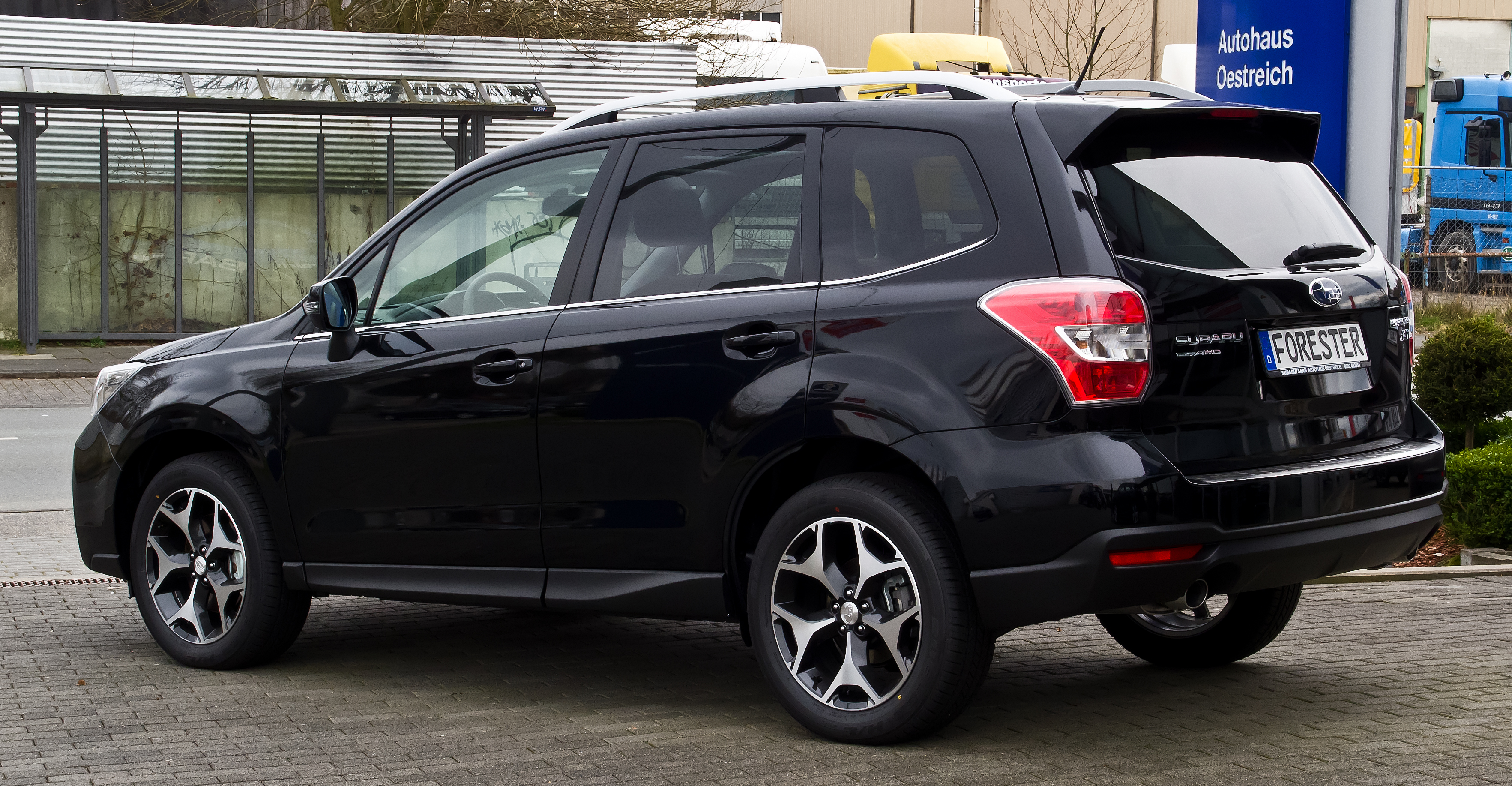
Subaru Forester (2012-2016), achteraanzicht
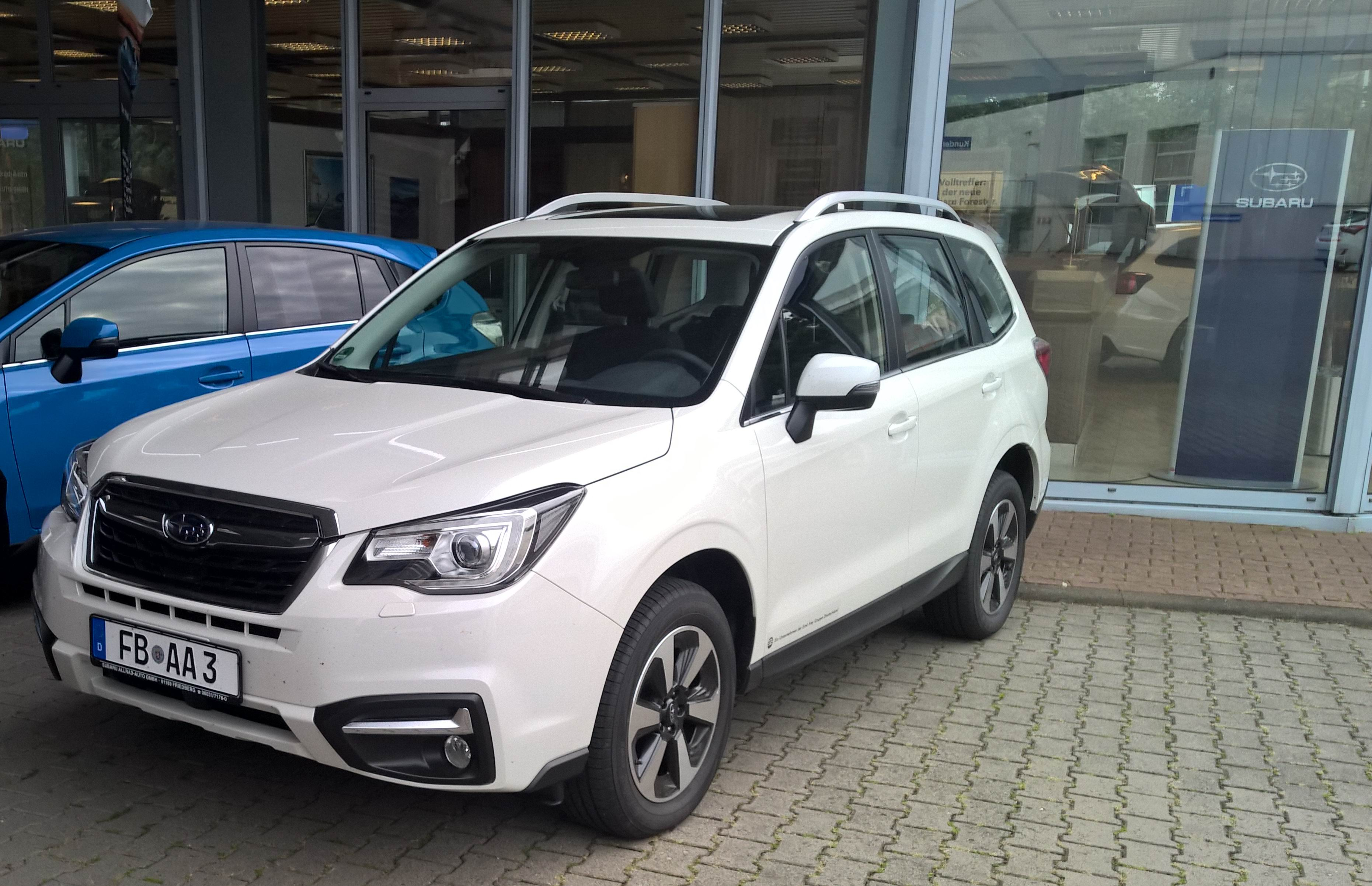
Subaru Forester (2016-2019)

De vierde generatie van de Forester verscheen in 2013 in Europa. In vergelijking met zijn voorganger zijn de afmetingen iets groter. Qua buitenafmetingen was het model 35 millimeter langer en hoger en 15 millimeter breder. De 2,0-liter benzinemotor was voortaan weer leverbaar met turbo en een maximaal vermogen van 177 kW (240 pk). Sinds 2015 was de Forester ook leverbaar in combinatie met een dieselmotor en CVT-automaat.
In maart 2016 kreeg de Forester een lichte facelift. De meest opvallende wijzigingen hadden betrekking op het voorste gedeelte, hier werden de bumper en grille aangepast. Het nieuwe uiterlijk werd in de hogere uitrustingsniveaus aangevuld met ledtechnologie voor dagrijverlichting en de koplampen inclusief grootlicht en de dynamische bochtenverlichting in plaats van xenonlampen. De achterlichten hadden voortaan nu ook ledtechnologie. Ook het design van de velgen en de dakantenne werden subtiel herzien. In het interieur werden het instrumentenpaneel en het informatiedisplay herzien, die voortaan betere resoluties hadden. Het motorengamma en grote delen van de carrosserie bleven ongewijzigd.

## Type S5 (sinds 2018)

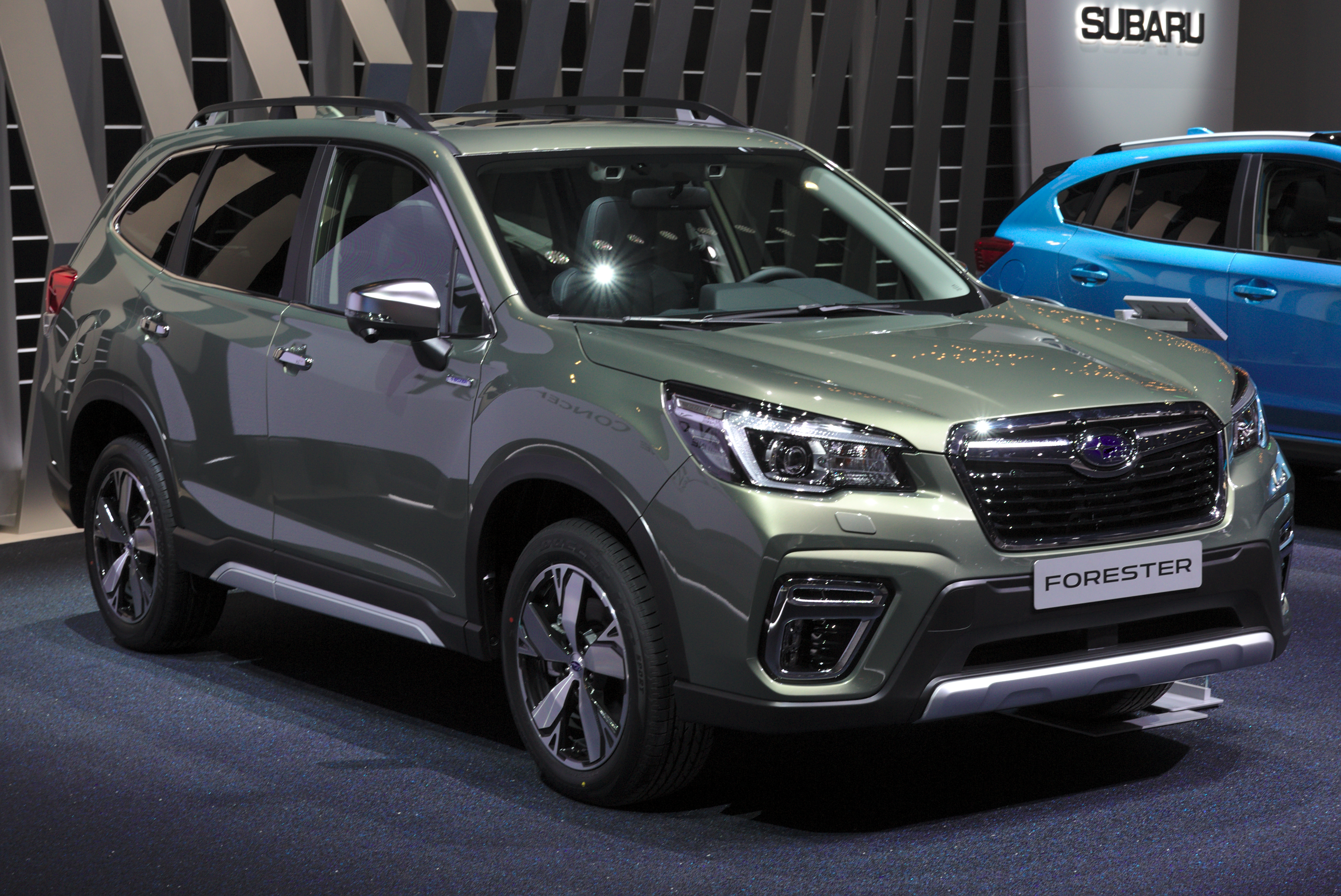
Subaru Forester (sinds 2018)
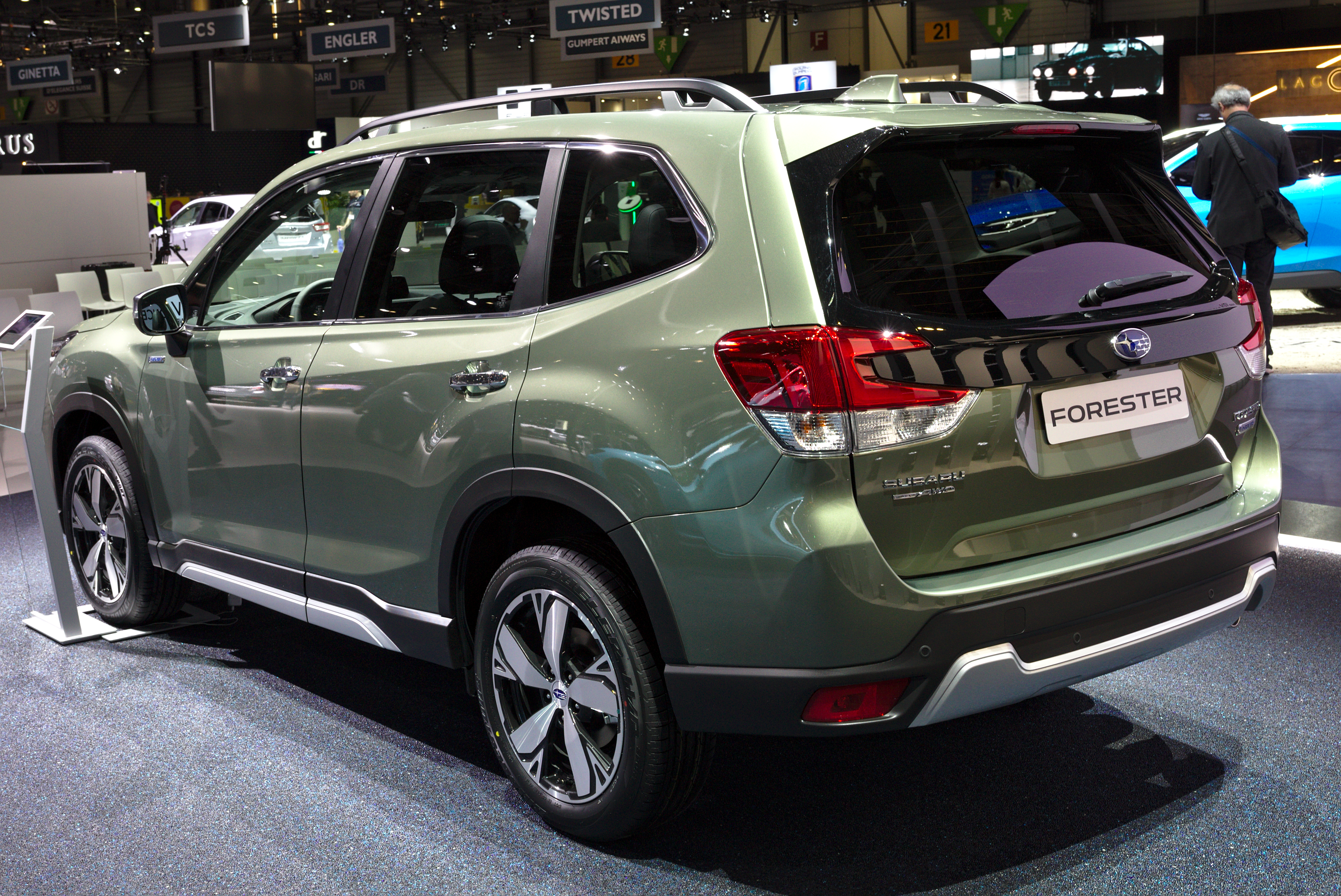
Subaru Forester (sinds 2018), achteraanzicht
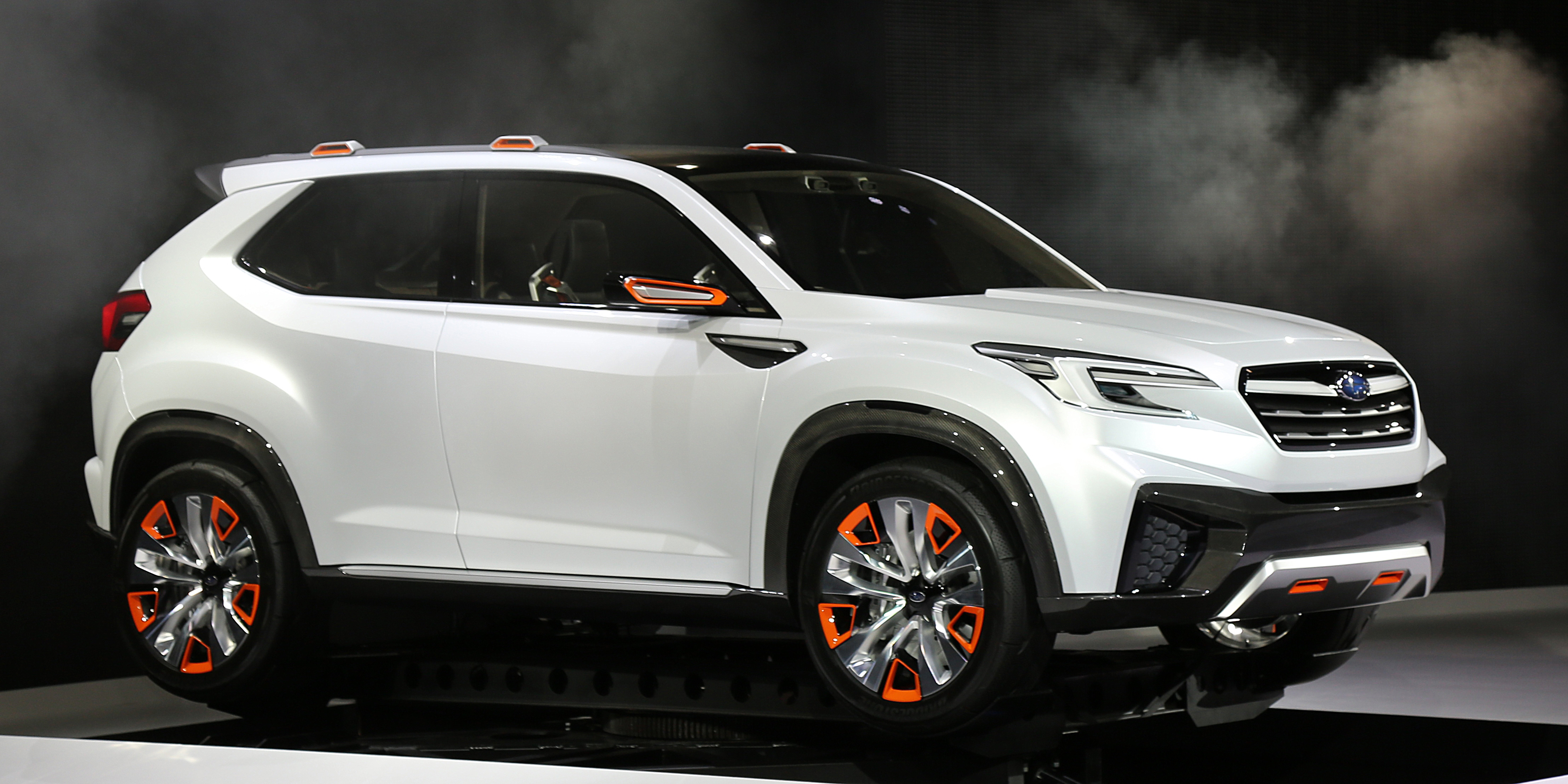
Subaru Viziv Future Concept

Subaru presenteerde de vijfde generatie van de Forester op de New York International Auto Show in maart 2018. De afmetingen veranderen slechts in geringe mate ten opzichte van het vorige model maar het interieur zou groter moeten zijn door een langere wielbasis.
Technisch gezien is de nieuwe Forester gebaseerd op het Subaru Global Platform dat in 2016 bij de Subaru Impreza werd geïntroduceerd en dat ook wordt gebruikt in de grotere Subaru Ascent. Uiterlijk is de SUV vergelijkbaar met de Subaru Viziv Future Concept die in oktober 2015 op de Tokyo Motor Show werd gepresenteerd.
De vijfde generatie is sinds medio 2018 verkrijgbaar in Noord-Amerika, de Russische markt volgde in het najaar van 2018. In Europa ging de Forester in juni 2019 in de verkoop. Deze Forester is ook met hybride aandrijfvariant beschikbaar (e-Boxer).
In productie:
Impreza ·
WRX STi ·
XV · 
Forester ·
Levorg ·
Legacy ·
Outback ·
BRZ

Niet meer geproduceerd:
360 · 
Sambar · 
R-2 · 
Rex (Mini Jumbo) ·
Vivio ·
Exiga ·
Justy/G3X Justy ·
1000 ·
Traviq ·
Baja ·
E-wagon (Libero) · 
1500 ·
Leone · 
Trezia · 
XT · 
SVX ·
Tribeca

Conceptauto's:
Viziv ·
B5-TPH ·
Hybrid Tourer ·
B11S